# Jean-Baptiste Magon de La Balue
Pour les articles homonymes, voir Magon et Balue.
Pour les autres membres de la famille, voir Famille Magon.
Jean-Baptiste Magon de La Balue, né le 22 septembre 1713 à Saint-Malo et exécuté à Paris le 19 juillet 1794, est un important fermier général et banquier français de la deuxième moitié du XVIIIe siècle, qui fut au service notamment du comte d'Artois et d'un certain nombre de gentilshommes proches de la Cour. Lui et une partie de sa famille périrent sous l'échafaud, après un procès expéditif dans le cadre de la dite « conspiration Magon ».

## Biographie
Fils de Luc Magon de la Balue et d'Hélène Porée (fille de Charles Porée de La Touche et nièce d'Alain Porée), il est issu d'une famille d'armateurs et de négriers de Saint-Malo. Il commence sa carrière dans les affaires familiales comme négociant à Cadix de 1732 à 1759.
À court d'argent en 1758, au moment de la guerre de Sept Ans, le Gouvernement français emprunte 20 millions de réaux à l'Espagne via Jean-Joseph de Laborde que le marquis de Choiseul fit nommer banquier de la Cour. Lui fut adjoint le représentant des Magon de la Balue, de riches armateurs malouins. Au départ de Choiseul et, par la suite, de Laborde, Magon de la Balue devient le seul banquier de la Cour. Il ouvrit une maison de banque à l'actuel no 22 de la place Vendôme à son nom : on l'appelle « Monsieur Magon ». Cet immeuble, appelé l'hôtel de Ségur, avait été construit sur ordre de John Law en 1720, puis successivement occupé par Alexandre de Ségur, le fermier général Léonard du Cluzel (1680-1765), et enfin, Bertrand Dufresne, administrateur de la Caisse d'escompte, dont Jean-Baptiste Magon était actionnaire : celui-ci récupéra en 1767 l'immeuble et y logea sa famille au-dessus du comptoir bancaire.
Au moment de la Terreur, à la fois en tant qu'ancien fermier général dans le Bail Prévost (1762-1768), financier du comte d'Artois et administrateur de la Caisse d'escompte (selon Plessis), Magon de La Balue est accusé d'être impliqué dans ce qui fut appelée à l'époque, « la Conspiration Magon ». Le Comité de sûreté générale décide le 14 octobre 1793 son arrestation au motif de « s'être concerté avec les émigrés dans un but contre-révolutionnaire, de leur avoir fourni des fonds et d'avoir favorisé leurs projets liberticides ».
Il est condamné et guillotiné à Paris le 19 juillet 1794, ainsi qu'une partie de sa famille — soit 19 personnes en tout —, pour que ses bourreaux soient sûrs de récupérer son immense fortune : parmi les victimes, on compte sa fille, Françoise Marie Jeanne (épouse de Bertrand Auguste de Saint-Pern), son petit-fils, Jean Baptiste Marie de Saint-Pern, âgé de 17 ans (exécuté à la place de son père), son frère Luc Magon de la Blinaye, le gendre de sa fille François Auguste Toussaint de Cornulier et son cousin Érasme Magon de La Lande (né en 1746). Il avait été auparavant enfermé dans diverses maisons de santé changées en prisons sous la Terreur, dont la pension Belhomme, située rue de Charonne, à Paris.
La fortune de Magon s'élevait de son vivant, selon Ernest Daudet, à 9 millions de livres, ce qui le plaçait dans les premières fortunes du royaume à la fin du XVIIIe siècle. En avril 1795, les héritiers voient le Directoire leur reconnaître, outre des aides d'urgence, un droit sur 2,7 millions, transformés en rentes (soit 20 annuités), mais, en 1797, ils furent échaudés par l'opération du tiers consolidé qui abaissa, comme pour tous les souscripteurs, de près de 70 % leurs revenus. Au moment du retour des Bourbon sur le trône, les héritiers vinrent réclamer à Louis XVIII la somme de plus de 600 000 livres envoyées en 1792 par Magon à Coblence en Allemagne pour aider le prince dans son exil. Le roi fit la sourde oreille. En 1831, ils firent un procès qu'ils gagnèrent l'année suivante et finirent par récupérer 592 592 francs. Il convient de signaler que l'ensemble de leurs propriétés leur fut restitué.

### Vie privée
Il avait épousé à Cadix en 1734 Marie Jeanne Lefranc (1712-1776), fille d'un contrôleur général des fermes du roi, dont :
- Adrien-Dominique Magon de La Balue (1741-1819), banquier à Paris (1785-1793) qui épouse en 1785 Anne Félicitée de Saint-Pern ;
- Raphaël-Guillaume-François Magon de La Balue (mort avant février 1795), capitaine de cavalerie, épouse en avril 1787 Julie Dorothée Pavans de Ceccaty — dont deux enfants[4] ;
- Françoise-Marie-Jeanne (1746 - exécutée en 1794), épouse de Bertrand Auguste de Saint-Pern (1742-1812) ;
  - Leur fille, Céleste (1773-1858), épouse Toussaint François Joseph de Cornulier (1771 - exécuté en 1794) ;
  - Leur fils, Jean Baptiste Marie de Saint-Pern (1777 - exécuté en 1794) ;
- Laurence-Marie, qui épouse en 1771 Jérôme-Pélagie Masson de Meslay (1742-1798), président en la Chambre des Comptes de Paris — sans postérité.

Son ancien hôtel particulier à Paris est situé 18 rue Saint-Marc, sans compter le siège de la banque Magon, place Vendôme, l'hôtel de Ségur, revendu par ses héritiers en 1795 à Pierre-Augustin Hulin.